# لکسی الکساندر
لکسی الکساندر (عربی: الكسندرا ميراي؛ زادهٔ ۲۳ اوت ۱۹۷۴) تهیه‌کننده فیلم، کارگردان فیلم، فیلم‌نامه‌نویس، و کاراته‌کا اهل آلمان است. وی از سال ۲۰۰۲ میلادی تاکنون مشغول فعالیت بوده‌است. از جمله آثار او می‌توان به خیابان سبز و مجازاتگر: منطقه جنگ اشاره کرد.